# Xã Rockton, Quận Winnebago, Illinois
Xã Rockton (tiếng Anh: Rockton Township) là một xã thuộc quận Winnebago, tiểu bang Illinois, Hoa Kỳ. Năm 2010, dân số của xã này là 16.441 người.